# Culinária da Eritreia

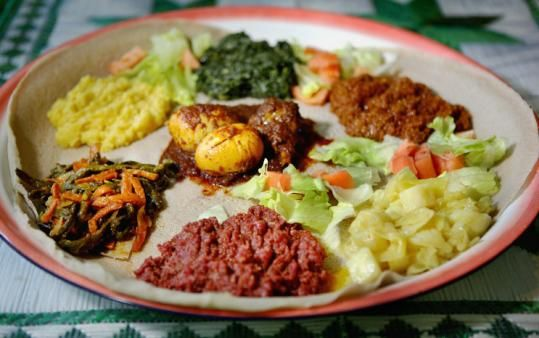
Um prato de injera com vários ensopados da Eritreia

Bandeira da Eritreia

Localização da Eritreia

A cozinha eritreia é baseada nas tradições culinárias nativas da Eritreia, mas também surge de intercâmbios sociais com outras regiões. A culinária local compartilha semelhanças com a da vizinha Etiópia e de outros países africanos da região.

## Visão geral
A culinária da Eritreia compartilha semelhanças com a culinária dos países vizinhos; no entanto, ela tem características únicas.
O prato principal tradicional da cozinha eritreia é o tsebhi (guisado), servido com Injera (pão achatado feito de teff, trigo ou sorgo) e hilbet (pasta feita de leguminosas; principalmente lentilha e feijão faba). Um prato tradicional típico da Eritreia consiste em Injera acompanhado por um guisado picante, que frequentemente inclui carne de vaca, cabra, cordeiro ou peixe. No geral, a culinária da Eritreia se assemelha muito à da vizinha Etiópia, embora a culinária da Eritreia tenda a apresentar mais frutos do mar do que a etíope devido à sua localização costeira. Os pratos eritreus também costumam ter textura mais leve do que as refeições etíopes, pois tendem a empregar menos manteiga e especiarias temperadas e mais tomates, como no tsebhi dorho. 
Além disso, devido à sua história colonial, a culinária da Eritreia apresenta mais influências italianas do que a presente na culinária etíope, incluindo mais pratos especiais de massas e maior uso de curry em pó e cominho. As pessoas na Eritreia tendem, da mesma forma, a beber café. Eritreus cristãos também bebem sowa (uma cevada fermentada amarga) e mies (uma bebida de mel fermentado), enquanto os eritreus muçulmanos se abstêm de beber álcool.

## Comidas e pratos comuns

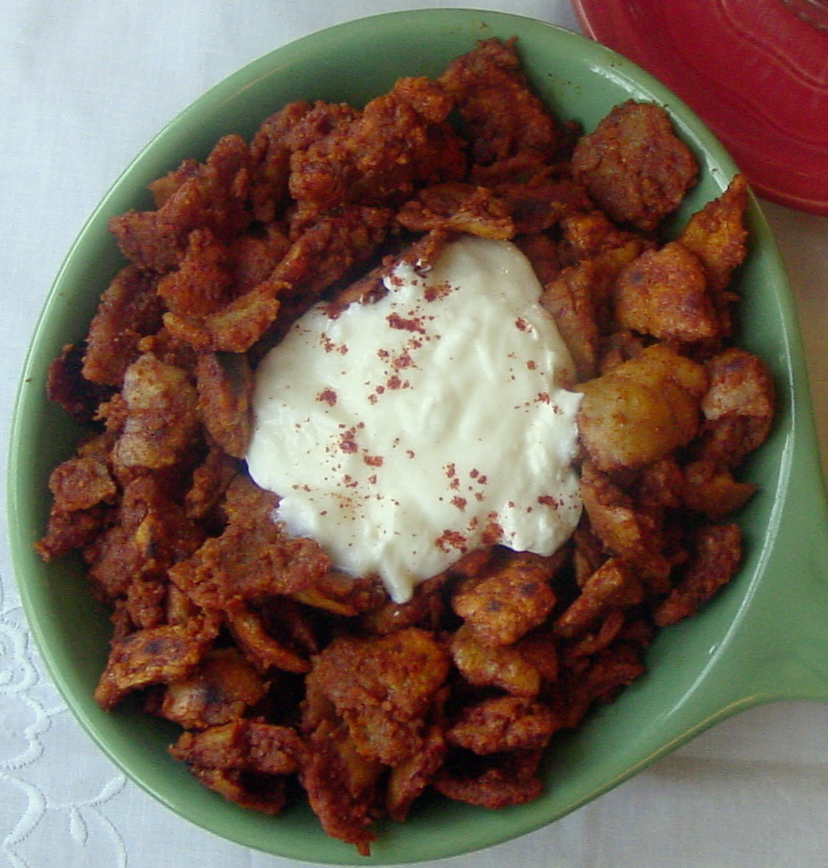
Kitcha fit-fit é um alimento básico da culinária da Eritreia. Consiste em pão ralado, untado com óleo e temperado, geralmente servido com uma colher de iogurte fresco e coberto com berbere (tempero).

Quando comem Injera, os comensais geralmente compartilham a comida de uma grande bandeja colocada no centro de uma mesa baixa de jantar. Numerosos pedaços de injera são colocados em camadas nesta bandeja e cobertos com vários guisados picantes. Os comensais invadem a seção de injera à sua frente, arrancando pedaços e mergulhando-os nos ensopados.
Os ensopados que acompanham o injera são geralmente feitos de carne de vaca, frango, cordeiro, cabra, carneiro ou vegetais. A maioria dos eritreus, com exceção dos Saho, gosta de comida apimentada e quente. O berbere, uma mistura de especiarias que consiste em uma variedade de ervas e especiarias comuns e incomuns, acompanha quase todos os pratos. Guisados incluem zigni, que é feito com carne; dorho tsebhi, que é feito com frango; alicha, que é um prato de legumes feito sem berbere; e shiro, um purê de várias leguminosas.
Ao fazer o Ga'at, uma concha é usada para fazer um recorte na massa, que é então preenchida com uma mistura de berbere e manteiga derretida e envolvida com leite ou iogurte. Ao jantar, um pedacinho de Ga'at é mergulhado no berbere e no molho de manteiga e, em seguida, no leite ou iogurte.
Influenciada por seu passado como uma colônia italiana, a culinária da Eritreia também apresenta interpretações particulares de pratos clássicos italianos. Entre essas especialidades estão os molhos para massas condimentados com berbere.

## Café da manhã
- Kitcha fit-fit, um prato feito com pedaços de uma panqueca generosa temperada com manteiga clarificada e temperos. A panqueca geralmente é feita de diferentes tipos de farinha, ou mingau seco misturado com água e outros temperos. O calor pode ser ajustado despejando mais ou menos berbe (o tempero quente) na ktcha quando terminar. Normalmente servido no café da manhã com um acompanhamento de iogurte ou leite azedo.
- Fit-fit, feito com pedaços rasgados de injera e geralmente sobras de guisado. Também pode ser feito com uma mistura de cebola, berbere, tomate, jalapeños e manteiga em vez de sobras de guisados. Também chamado de fir-fir.

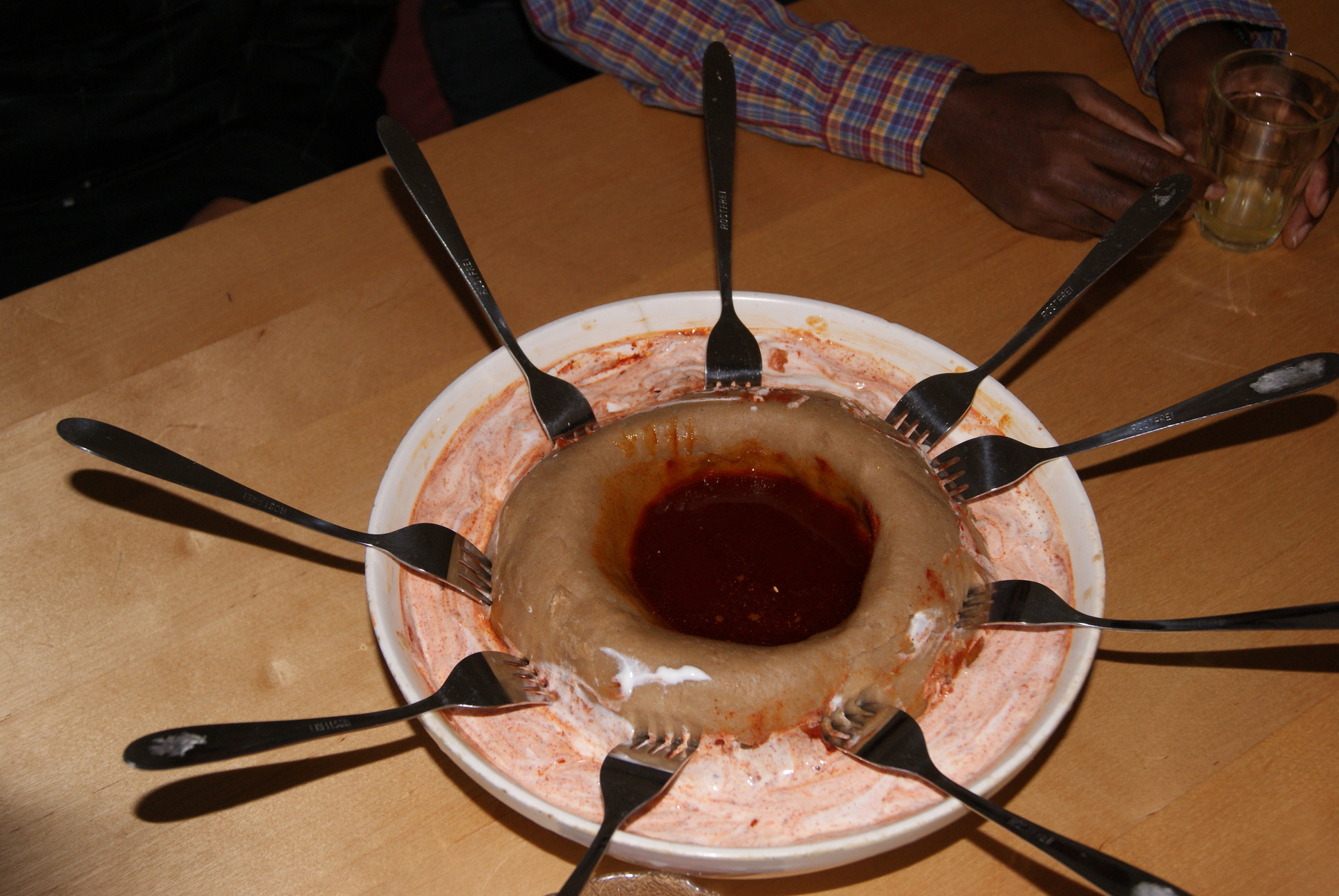
Ga'at ou akelet é um mingau duro da Eritreia, parente de outros mingaus africanos, como Ugali, Pap food e Fufu

- Ga'at ou akelet é um mingau duro da Eritreia, parente de outros mingaus africanos, como Ugali, Pap food e Fufu Ga'at ou akelet, mingau feito de farinha e água, servido em uma tigela com uma reentrância no centro onde se misturam manteiga clarificada e berbere. O iogurte é normalmente colocado nas laterais ao redor do ga'at. Ga'at é semelhante e relacionado a outros pratos de mingau africanos como o Ugali, o Pap e o Fufu.[8]
- Shahan Ful, feijão de fava refogado e amassado, servido com cebola, tomate, jalapeños, cominho, iogurte e azeite. Normalmente é comido com pedaços de pão mergulhados no prato para retirar a mistura do feijão.
- Panetone, devido à influência italiana na Eritreia, este pão é normalmente servido com chá ou durante a cerimônia do café.

## Almoço e Jantar
A maioria dos pratos comuns na Eritreia são guisados à base de carne ou vegetais que são servidos sobre o pão fermentado e esponjoso Injera.
- Tsebhi / Zigni: um guisado picante feito com cordeiro, carneiro, cubos de carne ou carne moída e berbere[9]
- Dorho: um guisado apimentado feito com berbere e um frango inteiro
- Qulwa / Tibsi: carne salteada, cebola e berbere servido com molho
- Alicha: um prato que não leva berbere, feito com batatas, feijão verde, cenoura, pimentão e açafrão
- Shiro: um ensopado feito com farinha de grão de bico, cebola e tomate[10]
- Birsen: birsen se traduz em lentilhas; que geralmente são cozidos com cebola, temperos e tomates. Este curry pode ser feito com ou sem berbere.
- Hamli: espinafre refogado, alho e cebola[11]

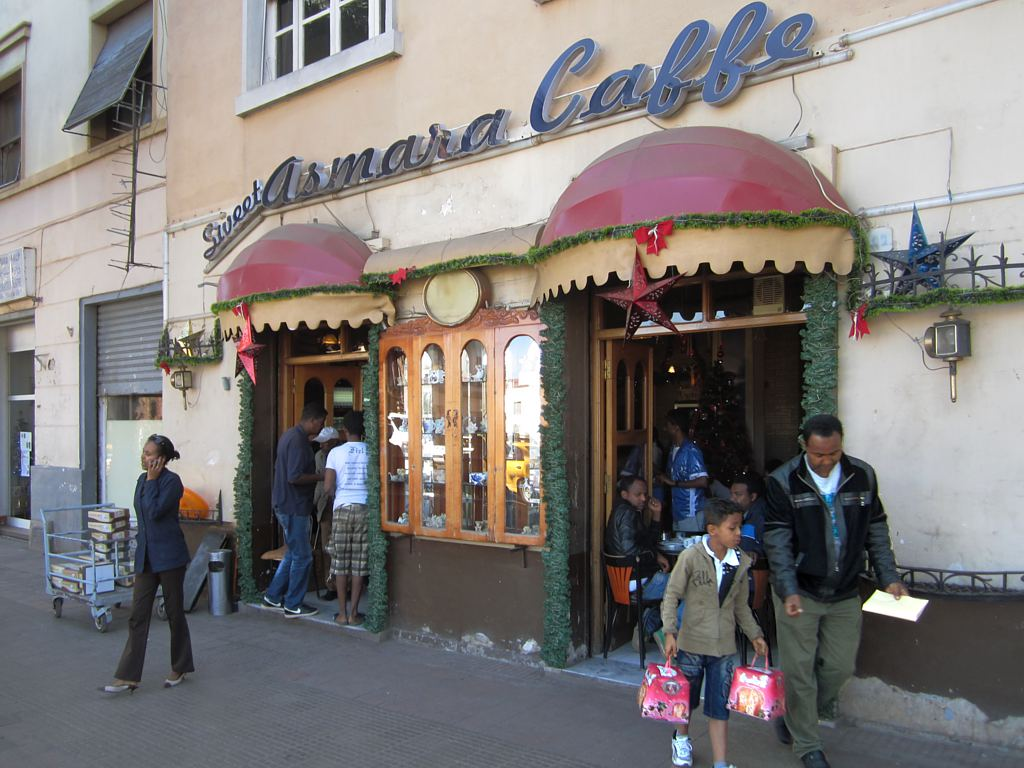
Um café típico em Asmara que vende panetones no Natal

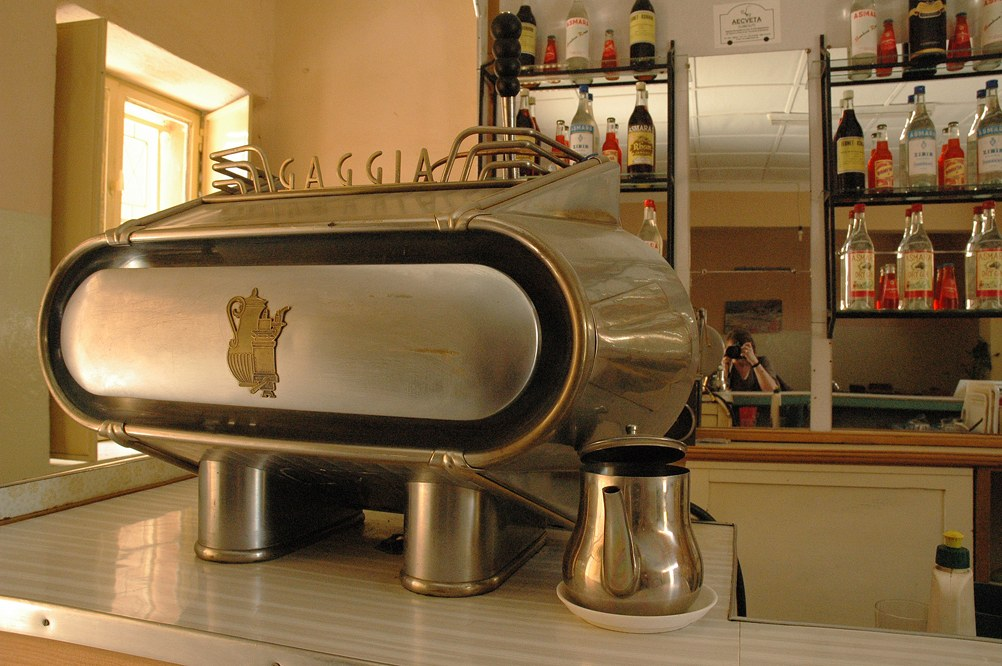
Uma máquina de café expresso Gaggia vintage em um bar na Eritreia

## Bebidas
Suwa é o nome da cerveja caseira comum na Eritreia. É feito de milho torrado, cevada e outros grãos e é aromatizado com gesho, um tipo de folha de espinheiro. A bebida costuma ser feita para comemorações; um vinho tej doce de mel (chamado Mies) também é comumente servido. A cerimônia do café é uma das partes mais importantes e reconhecíveis das culturas da Eritreia. O café é oferecido em visitas a amigos, em festas ou como um alimento básico do dia a dia. Se o café for recusado educadamente, o chá (shahee) provavelmente será servido.
Embora a Eritreia tenha uma longa tradição de consumo de café durante séculos, os cafés de estilo italiano, como o expresso e o cappuccino, são extremamente comuns no país e quase são servidos em praticamente todos os bares e cafés da sua capital, Asmara.
A maior cervejaria do país é a Asmara Brewery, construída em 1939 com o nome de Melotti. A cervejaria hoje produz uma variedade de bebidas. Uma bebida popular da Eritreia, comum durante as festividades da Eritreia, é o Sambuca de estilo eritreu, em tigrínia traduzido como areki.

## Lista de pratos oucomida italianacomum da Eritreia
- Lasanha - lasanha estilo eritreia
- Cotoletta alla milanese (costeleta à milanesa)
- Capretto
- Espaguete à Bolonhesa, (Pasta al Sugo e Berbere)
- Frittata
- Panettone
- Pasta Al forno
- Pizza
- Sorvete